# オーバーシー・チャイニーズ銀行

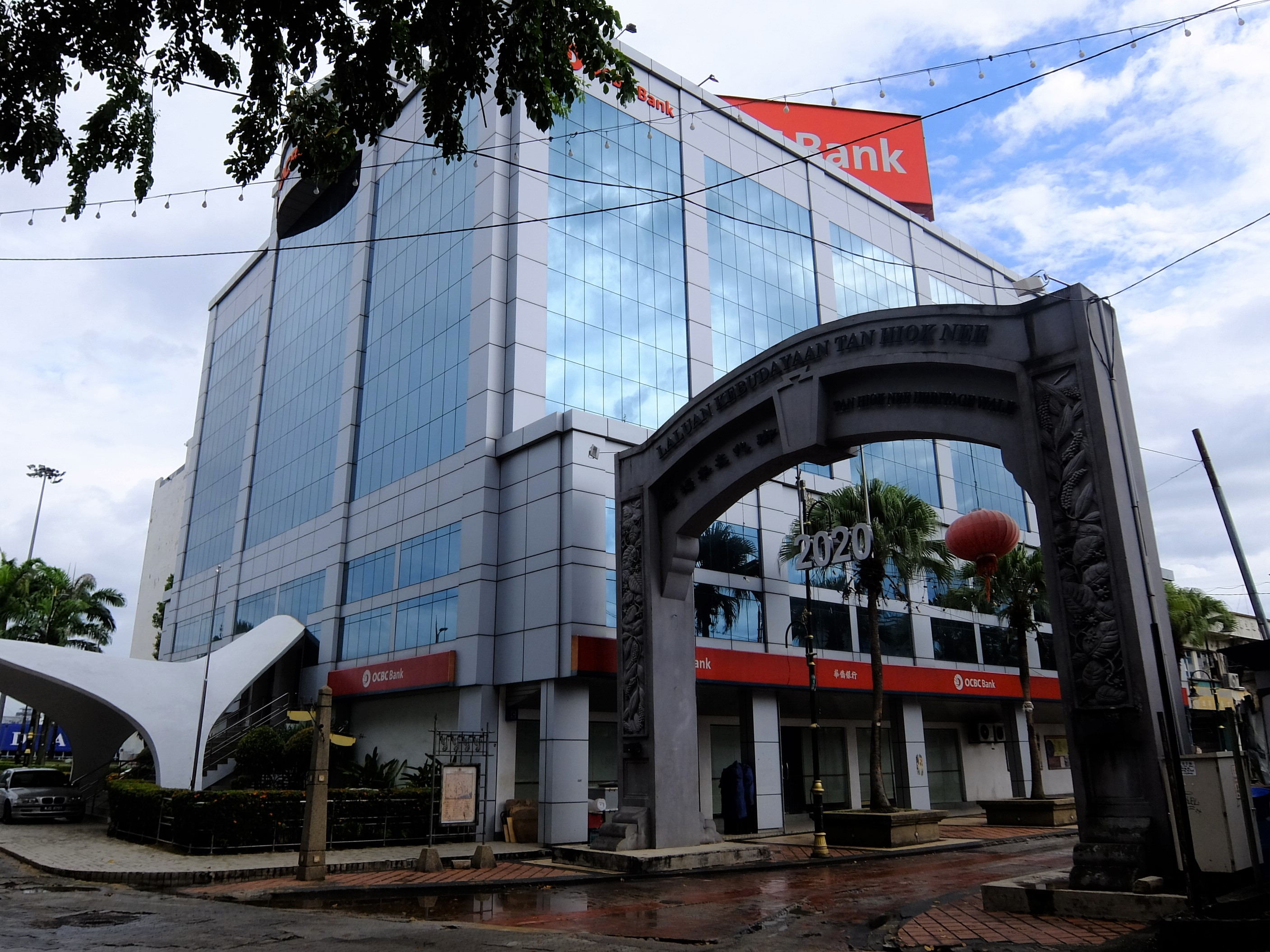
オーバーシー・チャイニーズ銀行

オーバーシー・チャイニーズ銀行(おーばーしー・ちゃいにーずぎんこう)あるいは、華僑銀行（かきょうぎんこう）とは、世界恐慌期に華僑系の三銀行が合併し、設立された銀行。シンガポールの地場3大銀行の1つである。略称はOCBC (Oversea Chinese Banking Corporation)。
革命期に海外に流出した華僑資本が中心となっており、シンガポールを拠点として、海外支店は24店、13ヶ国に代表事務所を持つ。台湾やマレーシアなど東南アジア各地に古くからの拠点を持つ。
なお、かつて台湾に、同名の華僑銀行(Bank Of Overseas Chinese)が存在したが、まったくの別会社である。2007年12月1日、シティバンクの台湾現地子会社である「花旗（台灣）銀行」と合併し消滅。2009年8月1日、花旗（台灣）銀行を存続会社として、元々あったシティバンク（美商花旗銀行）とも合併した。ちなみに、OCBCの台北支店は区別するために、新加坡華僑銀行（シンガポール華僑銀行）と呼ばれている。